# ジェルウィン・アシロ
ジェルウィン・アシロ（Gerwin Asilo、2001年1月30日 - ）は、フィリピンのプロボクサー。ボホール州ウバイ市出身。元WBOアジアパシフィックバンタム級ユース王者。元WBOオリエンタルバンタム級王者。

## 来歴

### プロキャリア
2022年6月26日、ボホール州のマリボジョク市にて、クリスチャン・ティブロンとバンタム級4回戦を行い、3回2分52秒TKO勝ちを収め、プロデビュー戦を白星で飾った。
2022年9月9日、ボホール州のディミアオ市にて、エルネスト・カミギンとバンタム級6回戦を行い、6回判定3-0（59-55 × 3）の判定勝ちを収めた。
2022年12月8日、カラプ市のカラプ・スポーツ・センターにて、キエー・クレントン・エスペレとバンタム級6回戦を行い、6回判定3-0（59-55 × 3）の判定勝ちを収めた。
2023年2月25日、カラプ市のカラプ・カルチュラル・センターにて、ジェフリー・アギラーとバンタム級6回戦を行い、6回判定3-0（59-55 × 2、58-56）の判定勝ちを収めた。
2023年5月6日、グインドゥルマン市のグインドゥルマン・シビク・センターにて、アリエル・アンティマロとバンタム級8回戦を行い、8回判定3-0（78-74 × 3）の判定勝ちを収めた。
2023年7月22日、タグビラランのバランガイ・マンガ・エレメンタリー・スクール・カバード・コートにて、ボーイ・ドンディー・プマーとバンタム級6回戦を行い、4回1分6秒TKO勝ちを収めた。
2023年11月4日、タグビラランのボホール・ウィスドム・スクール・ジムにて、ジェリー・パビラとバンタム級8回戦を行い、2回2分35秒KO勝ちを収めた。
2023年12月28日、ボホール州のタグビラランにて、アルジュム・ペレシオとWBOアジアパシフィックバンタム級ユース王座決定戦を行い、10回判定3-0（98-92 × 2、97-93）の判定勝ちを収め、王座獲得に成功した。
2024年7月27日、タグビラランのボホール・ウィスドム・スクール・ジムにて、スラット・エアイム・オンとWBOオリエンタルバンタム級王座決定戦を行い、2回KO勝ちを収め、王座獲得に成功した。
2024年10月17日、東京都の有明アリーナにて、那須川天心（帝拳）とWBOアジアパシフィックバンタム級王座決定戦を行い、10回判定0-3（91-98 × 2、92-97）の判定負けで初黒星を喫すると共に王座獲得に失敗した。
2025年3月9日、ボホール州のパングラオ・カバード・コートにて、ジェニー・ボイ・ボカとバンタム級6回戦を行い、6回判定3-0の判定勝ちを収めた。

## 戦績
- プロボクシング：11戦 10勝 (4KO) 1敗

| 戦           | 日付           | 勝敗 | 時間    | 内容    | 対戦相手                     | 国籍       | 備考                                            |
| ------------ | -------------- | ---- | ------- | ------- | ---------------------------- | ---------- | ----------------------------------------------- |
| 1            | 2022年6月26日  | ☆    | 3R 2:52 | TKO     | クリスチャン・ティブロン     | フィリピン | プロデビュー戦                                  |
| 2            | 2022年9月9日   | ☆    | 6R      | 判定3-0 | エルネスト・カミギン         | フィリピン |                                                 |
| 3            | 2022年12月8日  | ☆    | 6R      | 判定3-0 | キエー・クレントン・エスペレ | フィリピン |                                                 |
| 4            | 2023年2月25日  | ☆    | 6R      | 判定3-0 | ジェフリー・アギラー         | フィリピン |                                                 |
| 5            | 2023年5月6日   | ☆    | 8R      | 判定3-0 | アリエル・アンティマロ       | フィリピン |                                                 |
| 6            | 2023年7月22日  | ☆    | 4R 1:06 | TKO     | ボーイ・ドンディー・プマー   | フィリピン |                                                 |
| 7            | 2023年11月4日  | ☆    | 2R 2:35 | KO      | ジェリー・パビラ             | フィリピン |                                                 |
| 8            | 2023年12月28日 | ☆    | 10R     | 判定3-0 | アルジュム・ペレシオ         | フィリピン | WBOアジアパシフィックバンタム級ユース王座決定戦 |
| 9            | 2024年7月27日  | ☆    | 2R      | KO      | スラット・エアイム・オン     | タイ       | WBOオリエンタルバンタム級王座決定戦             |
| 10           | 2024年10月14日 | ★    | 10R     | 判定0-3 | 那須川天心（帝拳）           | 日本       | WBOアジアパシフィックバンタム級王座決定戦       |
| 11           | 2025年3月9日   | ☆    | 6R      | 判定3-0 | ジェニー・ボイ・ボカ         | フィリピン |                                                 |
| テンプレート |                |      |         |         |                              |            |                                                 |

## 獲得タイトル
プロ
- WBOアジアパシフィックバンタム級ユース王座
- WBOオリエンタルバンタム級王座